# Franco Cesarini
Franco Cesarini (Bellinzona (Ticino), 18 april 1961) is een Zwitserse componist, dirigent, muziekpedagoog en fluitist.

## Levensloop
Hij studeerde eerst aan het conservatorium in Milaan, Italië, in de vakken piano en fluit. Deze studie vervolgde hij later aan het conservatorium te Bazel, Zwitserland. Leraren van hem waren Robert Suter en Jacques Wildberger (muziektheorie en compositie), Peter-Lukas Graf (fluit) en Felix Hauswirth (HaFa-directie). 
Aan de Hochschule für Musik und Theater Zürich doceert hij sinds 1989 en aan het Conservatorio della Svizzera Italiana in Lugano sinds 2001 HaFa-directie. In 2001 werd hij van het Hoogere Europees Instituut voor Harmonie- en Fanfareorkesten (ISEB) in Trento, Italië tot docent voor compositie beroepen. Tegenwoordig is hij ook dirigent van het grootste harmonieorkest van Italiaans sprekend Zwitserland, de Civica filarmonica di Lugano. Hij componeert vooral voor het medium harmonie- en fanfareorkest, maar in zijn oeuvre vind je ook werken voor symfonieorkest, strijkorkest, blazersensemble en kamermuziek.

## Composities

### Werken voor orkest
- 1991-1992 Pastorale d'automne opus 11 alla memoria di Arthur Honegger (1892-1955)
- 1998-2003 Poema alpestre opus 21b - A Tone Poem voor symfonieorkest

### Werken voor harmonie- en fanfareorkest en brassband
- 1979-1993 Ukrainian Rhapsody opus 3
- 1980 Suite ancienne opus 1
- 1981 Festival Fanfare
- 1986 A Festival Anthem opus 6
- 1987 Interlude for Band opus 7
- 1988-1989 Mexican Pictures opus 8 - Suite for Symphonic Band
  1. El Butaquito
  2. Romance Mejicano
  3. Bailaviejo
  4. La Charreada
- 1990 Convergents opus 9a - An Overture for Concert Band
- 1991 Celebration Fanfare
- 1991 Brass Dynamics opus 10a voor brassband
- 1991-1993 Dynamic Overture opus 10b
- 1992 Pastorale de Provence opus 12 - Folk Song Suite for Concert Band
  1. La Villageoise (The Village Maiden)
  2. Le petit berger (The Little Shepherd)
  3. La Princesse (The Princess)
  4. Le Lutin (The Imp)
- 1992-1993 Mosaici bizantini opus 14 - Three Symphonic Sketches for Concert Band
  1. The Nativity
  2. The Temple of Jerusalem
  3. Angel of the Resurrection
- 1993 The Idol of the Flies opus 13 - A Tone Poem from Jane Rice voor brassband
- 1994 The Haunter of the Dark opus 17a - A Tone Poem from Howard Phillips Lovecraft (1890-1937) voor brassband
- 1994-1995 The Haunter of the Dark opus 17b - A Tone Poem from Howard Phillips Lovecraft voor harmonieorkest
- 1995 Harlequin opus 18 - An Overture for Concert Band 1995
- 1996 Jubilee Fanfare
- 1996 Alpina Fanfare
- 1996 Le cortège du roi Renaud opus 19 - Suite for Concert Band
  1. La Porcheronne (Carillon)
  2. La marquise Empoisonnée (Tango)
  3. La maumariée vengee (Samba)
  4. La belle engloutie (Berceuse)
  5. Le tueur de femmes (Marche)
- 1997 Leviathan opus 20 - An Apocalyptic Remembrance for Symphonic band
- 1998-1999 Poema alpestre opus 21a - A Tone Poem for Symphonic band
  1. Nebbia
  2. Della Malinconia
  3. Luce Improvvisa
  4. Operationes Spirituales
  5. Alpeggio
  6. Tormenta
  7. Dello Stato Divino
- 1999 Variations on a French Folk Song - (Sur le pont d'Avignon) opus 22
- 2000-2001 Greek Folk Song Suite opus 25 - Suite for Concert Band
  1. O Charalambis
  2. Stu Psiloriti
  3. Vasilikos tha jino
- 2000-2001 Tom Sawyer Suite opus 27 - Five scenes from Mark Twain
  1. Tom Sawyer
  2. Huckleberry Finn (Ring, Ring de Banjo)
  3. Becky Thatcher
  4. Injun Joe
  5. Finale
- 2000-2002 Blue Horizons opus 23b - Three Symphonic Sketches for Concert Band
- 2002 Solemnitas opus 29 - Variations and Fugue on a Swiss Folk Tune
- 2003-2004 Cossack Folk Dances opus 31 - Suite for Concert Band
- 2004 Piccola Suite Italiana opus 32 - Suite for Concert Band
- 2004 Huckleberry Finn Suite opus 33 - Four Scenes from Mark Twain
- 2005 Caucasian Sketches opus 36 - Suite for Concert Band
- 2006 A Joyful Fanfare opus 38/1
- 2006 Bulgarian Dances Part I opus 35
- 2007A Triumphal Fanfare opus 38/2
- 2007 Renaissance Suite opus 39a - Suite for Concert Band
- 2007– 2008 Concerto Rococò opus 40 - for Flute and Wind Orchestra
- 2008 Images of a City opus 42 - an Overture
- 2011 Bulgarian Dances Part II opus 43
  1. Lale li si, zyumbyul li si, gyul li si (Are you a tulip, a hyacinth or a rose)
  2. Oi shope, shope (song from the Shopsko region)
  3. Damba
- 2012 Old Russian Romances opus 44 - Suite for Concert Band
- 2012 Puss in Boots opus 45 - A Tale for Narrator and Wind Orchestra from Charles Perrault
- 2013 Arizona opus 46 - Overture on an Indian Folk Melody
- 2014 Concertino for Clarinet opus 48
- 2015 Colorado opus 49 - Overture on a Traditional Arapaho Folk Song
- 2015 Symphony #1 "The Archangels" opus 50

1. Gabriel, the Messenger of Light
2. Raphael, the Guide of Souls
3. Michael, the Prince of the Heavenly Host
4. Uriel, the Time Keeper

- 2016 Caribbean Symphonette opus 51

1. Bachata
2. Salsa
3. Merengue

- 2016 Equestrian Symphonette opus 52

1. Racing trot
2. Walk
3. Canter and Gallop

- 2016 The White Thrill opus 53 - An Overture
- 2018 Symphony #2 "Views of Edo" opus 54

1. The Pagoda at Zojoji Temple
2. The City Flourishing
3. Temple Gardens at Nippori
4. Cherry Blossoms Along the Tama River
5. Senju Great Bridge

- 2020 Symphony #3 "Urban Landscapes" opus 55

1. The Wrigley Building from Dawn to Noon
2. Blue Silhouette
3. Cloud Gate